# Nghi Thủy (phường)
Nghi Thủy là một phường thuộc thành phố Vinh, tỉnh Nghệ An, Việt Nam.

## Địa lý
Phường Nghi Thủy có vị trí địa lý: 
- Phía đông giáp biển Đông
- Phía tây giáp phường Nghi Tân
- Phía nam giáp phường Thu Thủy và huyện Nghi Lộc
- Phía bắc giáp huyện Nghi Lộc.

Phường Nghi Thủy có diện tích 0,94 km², dân số năm 1994 là 5.400 người, mật độ dân số đạt 5.745 người/km².

## Lịch sử
Trước đây, phường Nghi Thủy là một phần thuộc thị trấn Cửa Lò cũ của huyện Nghi Lộc.
Ngày 29 tháng 8 năm 1994, Chính phủ ban hành Nghị định 113-CP năm 1994 về việc thành lập thị xã Cửa Lò thuộc tỉnh Nghệ An. Theo đó, thành lập phường Nghi Thủy trên cơ sở diện tích tự nhiên 94 hécta với nhân khẩu 5.400 của thị trấn Cửa Lò.

## Doanh nhân lịch sử
- Nguyễn Trọng Đạt[4] doanh nhân võ quan nhà Lê đền thờ lăng mộ được nhà nước công nhận khu di tích lịch sử quốc gia năm 2021.